# Сіангкхуанг
Сіангкхуанг (лаос. ຊຽງ ຂວາງ) — провінція Лаосу на північному сході країни, межує з в'єтнамською провінцією Нгеан на сході. Назву провінція отримала від плато Сіангхуанг. Адміністративний центр — місто Пхонсаван. У цій провінції є відома Долина глеків.

## Адміністративний поділ
Провінція розділена на такі райони:
- Кхам (9-02)
- Кхун (9-04)
- Мокмай (9-05)
- Нонгхет (9-03)
- Пек (9-01)
- Пхасай (9-07)
- Пхукут (9-06)
- Тхатом (9-08)